# 金子誠
金子 誠（かねこ まこと、1975年11月8日 - ）は、千葉県我孫子市出身の元プロ野球選手（内野手、右投右打）、プロ野球コーチ。右投右打。現在は千葉ロッテマリーンズにて1軍チーフ守備走塁コーチを務める。
妻は元テレビ朝日のスポーツ記者・ニュースキャスターの白木清か。アテネオリンピック野球の銅メダリスト。

## 経歴

### プロ入り前
常総学院高校で甲子園には春夏合わせて3回出場。高校時代は遊撃手をしていた。3年夏（1993年・第75回選手権大会）は、準決勝で土肥義弘を擁する春日部共栄高校に敗退。同大会では全試合で安打を記録した。同年秋のドラフト会議で日本ハムに3位指名されて入団した。

### 日本ハム時代
1994年、一軍出場はなかった。
1995年、プロ入り初出場を果たし、4試合に出場。2安打を放った。
1996年、プロ3年目にしてレギュラー二塁手となり、打率.261、パシフィック・リーグ最多の38犠打を記録し、その年のパ・リーグ新人王に選ばれた。同年のセントラル・リーグの新人王は、同じ常総学院のOBでもある仁志敏久だった。
1997年、1試合2発を含む自身初の2桁本塁打（12本）、打率.277を記録。この年はオリックス・大島公一に1票差でゴールデングラブ賞受賞を逃すも、翌1998年、1999年と2年連続でゴールデングラブ賞を受賞した。
1998年、前年とそれほど変わらない成績だったが開幕から打撃不振が続き5月を終わった段階では打率は2割1分で打順も主に9番を打っていた。打点26と得点圏では課題を残した。ただし三振数は前年から大きく減らした。
1999年、成績そのものは前年同様変わらなかったが、プロ入り初の全試合出場を果たした。
2000年、これまでの成績を下回り打率.231と低迷した。
2001年、前年より打率を上げ、2年ぶりの全試合出場を果たした。
2002年、それまで正遊撃手だった田中幸雄が三塁手にコンバートされたのに伴い、遊撃手にコンバートされた。また、この年は打撃好調で打率.285の成績を残した。オフにはこの年より阪神タイガースへ移籍の兄貴分として慕っていた片岡篤史が着用していた背番号8（2002年は1年間欠番だった）を受け継いだ。
2003年、不振に陥り打率.244で100安打にも満たなかった。
2004年、シーズン途中の8月に開催されたアテネオリンピックには、チームメイトの小笠原道大と共に日本代表に選出された。しかしシーズンではこの年も100安打に到達することなくシーズンを終えた。
2005年、監督のトレイ・ヒルマンに出塁率の低さを指摘され、新外国人のエリック・アルモンテに遊撃手のレギュラーの座を奪われて開幕二軍スタートとなるも、アルモンテの不振によって5月に一軍昇格し、レギュラーに復帰した。シーズンオフに、札幌グランドホテル開催された選手ディナーショーに出演しファン層拡大に努めた。
2006年、日本ハム選手会の会長に就任。主に9番打者として活躍し、リーグ優勝、日本一を達成。中日との日本シリーズ第2戦では1対2とリードされた7回表、山本昌から逆転打を放ち、その裏では一死一・二塁のピンチで代打・立浪和義の三遊間の難しいあたりを好捕し、二塁封殺を取る活躍を見せ、お立ち台に上がった。第5戦では0対1とリードされた5回裏、川上憲伸から巧妙なスクイズバントを決め、同点に追いつく活躍を見せた。この年のパ・リーグプレーオフからはリストバンドを浅葱色のものに変更。
2007年、主将に就任。シーズン序盤は打線全体の低調ぶりと相反して金子の打撃は好調だったためクリーンナップを打つこともあったが、主に九番を打った。打率.243（リーグ最下位）ながら得点圏打率は.285で、チーム3位の53打点を記録した。中日との日本シリーズでは第1戦、7回までセギノールの本塁打1本で抑えていた川上からセンター前ヒットを放つ。
2008年、開幕から打撃不振でケガもあり絶不調に陥る。9月以後持ち直すも打率・本塁打数は前年をも下回った。同年オフに同じ遊撃手の二岡智宏がトレードで日本ハムに移籍したことについて、対抗心こそ見せないが「自分らしく」と、マイペースな意気込みを語った。
2009年、選手会長の座を後輩の田中賢介に、主将の座も稲葉篤紀にそれぞれ譲ることになった。4月には7日の対千葉ロッテマリーンズ戦から15日の対オリックス・バファローズ戦にかけて、日本プロ野球新記録となる7試合連続二塁打を放ったことと、月間打率.423が評価されてパ・リーグ月間MVPに野手部門で選ばれた。最終的に、1997年以来の2桁本塁打と、キャリア初の打率3割を記録した。自身3度目となるゴールデングラブ賞を受賞、過去の2度は二塁手部門で、遊撃手部門としての受賞は初。12月10日に、自身初めての1億円越えとなる推定年俸1億3500万円で契約を更改した。なお、金子の初めての1億円越えは17年目のことであり、球団史上最も遅い記録だった。
2010年、開幕を一軍で迎えたが痛めていた両足のアキレスけん痛や股関節痛で二軍降格。その後一軍復帰するも右内側腓腹筋の筋挫傷（2度＝中等度）で二軍落ちした。その後の出場は1度もないままシーズンを終えた。
2011年、故障への配慮から飯山裕志、今浪隆博らと併用され、一度も二軍落ちせずシーズンを乗り切ったが、打撃成績・守備成績ともに下降した。
2012年、怪我の影響で戦線離脱はあったが、3年ぶりに100試合以上の出場を記録しリーグ優勝に貢献した。しかし、自己成績は打率は2割台前半に低迷し、1995年以来の本塁打0本に終わった。オフには膝の精密検査により左大腿骨軟骨損傷で全治3か月と診断され骨穿孔術を受けた。
2013年、手術後のリハビリが思うように進まず、その間に中島卓也の台頭や、当時オリックス・バファローズの正遊撃手であった大引啓次をトレードで獲得したこともあり、一軍定着後では最低の32試合出場に留まった。打撃面では56打席で18三振を喫し本塁打0本打率2割に低迷し、守備でも2002年以来となる二塁手を主に努めたが、二塁での守備率は.927と低い数字で、攻守に精彩を欠くシーズンとなった。
2014年も若手の台頭等により前年の出場試合を更に下回り17試合の出場に留まり、打率も.143に留まった。9月27日に現役引退を表明した。10月1日の対楽天戦で引退試合が行われ、9番遊撃でスタメン出場。試合後には引退セレモニーが行われた。

### 現役引退後
2014年11月25日、2015年シーズンより日本ハムのチーム統轄本部特命コーチを務めることが発表された。日本ハムと業務提携を結んでいるサンディエゴ・パドレスへコーチ研修を目的とした野球留学をしながら、日本に帰国した際には指導にもあたる。位置づけとしてはフロントスタッフであり、コーチとしては非常勤ながらトレイ・ヒルマン、梨田昌孝両元監督が着けていた背番号「88」を背負うこととなった。また、GAORAや在札民放局のファイターズ中継に解説者として出演した。
2016年は一軍打撃コーチに配置転換され、正式なコーチングスタッフとなった。その後、2018年は一軍内野守備コーチ、2019年は一軍打撃チーフ兼作戦コーチ、2020年から2021年は一軍野手総合コーチ、2022年は一軍野手総合コーチ兼打撃コーチを務め、契約満了に伴い、同年限りで退団した。
日本ハムのコーチを務める一方で、2017年より日本代表のコーチも務めている。2017年は「ENEOS アジアプロ野球チャンピオンシップ2017」のヘッドコーチ。2018年は「ENEOS 侍ジャパンシリーズ2018」と「2018日米野球」のヘッドコーチ。2019年は「ENEOS 侍ジャパンシリーズ2019」と「2019 WBSCプレミア12」のヘッド兼打撃コーチ。2021年は東京オリンピックのヘッド兼打撃コーチを務め、金メダルに貢献した。2025年は「ラグザス 侍ジャパンシリーズ2025」のヘッドコーチ。
2022年11月24日、2023年から千葉ロッテマリーンズの戦略コーチを務めると発表された。背番号は88。
2025年6月2日、前半戦交流戦前の最下位低迷を受けて、一軍チーフ守備走塁コーチへの転換が発表された。

## 人物
愛称は「マック」、「マコ」、「ネコ」、「相談役」など。
入団当初はチーム内に同姓の金子貴博（1991年ドラフト7位、一軍出場なし）がいたため、「金子誠」と表記されていた。1996年オフ、金子貴博の引退後は10シーズンに渡り「金子」表記であったが、2006年のドラフト会議で金子洋平が入団してきたため、再び「金子誠」と表記されるようになる。2009年限りで金子洋平は引退したが、以降も新聞などではフルネームで表記された。

## 選手としての特徴
金子は1996年から2001年まで二塁手、2002年から2012年まで遊撃手として日本ハムの内野陣を支えた。特に田中賢との二遊間は山田久志から「12球団一と言われた中日の荒木雅博・井端弘和と遜色ない」「金子なんて井端以上だよ。肩は強いし、送球がぶれない。守備位置も金子のほうが後ろだから、守備範囲も広くなるし、それだけ深い三遊間でゴロでとってもノーバウンドで投げてアウトに出来る」と絶賛された。
Full-Countによると、「二塁手時代、遊撃手時代を合わせた金子が減らした失点はRRFを用いた計算だと243.5に達する。」という。

## 詳細情報

### 年度別打撃成績
| 年 度      | 球 団      | 試 合 | 打 席 | 打 数 | 得 点 | 安 打 | 二 塁 打 | 三 塁 打 | 本 塁 打 | 塁 打 | 打 点 | 盗 塁 | 盗 塁 死 | 犠 打 | 犠 飛 | 四 球 | 敬 遠 | 死 球 | 三 振 | 併 殺 打 | 打 率 | 出 塁 率 | 長 打 率 | O P S |
| ---------- | ---------- | ----- | ----- | ----- | ----- | ----- | -------- | -------- | -------- | ----- | ----- | ----- | -------- | ----- | ----- | ----- | ----- | ----- | ----- | -------- | ----- | -------- | -------- | ----- |
| 1995       | 日本ハム   | 4     | 6     | 6     | 0     | 2     | 1        | 0        | 0        | 3     | 0     | 0     | 0        | 0     | 0     | 0     | 0     | 0     | 0     | 1        | .333  | .333     | .500     | .833  |
| 1996       | 日本ハム   | 117   | 465   | 395   | 50    | 103   | 14       | 2        | 4        | 133   | 33    | 15    | 2        | 38    | 4     | 25    | 0     | 3     | 67    | 5        | .261  | .307     | .337     | .644  |
| 1997       | 日本ハム   | 134   | 604   | 513   | 80    | 142   | 18       | 2        | 12       | 200   | 53    | 13    | 9        | 36    | 5     | 46    | 0     | 4     | 91    | 10       | .277  | .338     | .390     | .728  |
| 1998       | 日本ハム   | 127   | 442   | 380   | 53    | 100   | 10       | 2        | 4        | 126   | 26    | 11    | 3        | 20    | 0     | 40    | 0     | 2     | 42    | 7        | .263  | .336     | .332     | .668  |
| 1999       | 日本ハム   | 135   | 473   | 416   | 56    | 114   | 17       | 3        | 3        | 146   | 29    | 4     | 6        | 18    | 0     | 38    | 0     | 1     | 65    | 11       | .274  | .336     | .351     | .687  |
| 2000       | 日本ハム   | 113   | 445   | 402   | 53    | 93    | 12       | 1        | 3        | 116   | 31    | 12    | 4        | 15    | 0     | 26    | 1     | 2     | 40    | 5        | .231  | .281     | .289     | .570  |
| 2001       | 日本ハム   | 140   | 559   | 501   | 57    | 127   | 22       | 2        | 8        | 177   | 56    | 9     | 9        | 10    | 4     | 38    | 3     | 6     | 65    | 4        | .253  | .311     | .353     | .665  |
| 2002       | 日本ハム   | 104   | 434   | 393   | 46    | 112   | 19       | 3        | 6        | 155   | 29    | 9     | 4        | 17    | 1     | 19    | 1     | 4     | 44    | 2        | .285  | .324     | .394     | .718  |
| 2003       | 日本ハム   | 117   | 409   | 373   | 42    | 91    | 19       | 2        | 3        | 123   | 33    | 8     | 6        | 6     | 5     | 22    | 2     | 3     | 61    | 10       | .244  | .288     | .330     | .618  |
| 2004       | 日本ハム   | 109   | 372   | 332   | 42    | 85    | 15       | 1        | 3        | 111   | 39    | 5     | 2        | 6     | 2     | 28    | 0     | 4     | 86    | 7        | .256  | .320     | .334     | .654  |
| 2005       | 日本ハム   | 79    | 230   | 208   | 19    | 50    | 9        | 1        | 4        | 73    | 24    | 2     | 2        | 8     | 1     | 13    | 1     | 0     | 33    | 3        | .240  | .284     | .351     | .635  |
| 2006       | 日本ハム   | 126   | 439   | 393   | 44    | 100   | 26       | 3        | 6        | 150   | 40    | 7     | 1        | 15    | 4     | 24    | 3     | 3     | 63    | 5        | .254  | .300     | .382     | .681  |
| 2007       | 日本ハム   | 132   | 470   | 419   | 34    | 102   | 15       | 4        | 4        | 137   | 53    | 9     | 5        | 20    | 0     | 27    | 0     | 4     | 78    | 9        | .243  | .296     | .327     | .623  |
| 2008       | 日本ハム   | 96    | 331   | 291   | 24    | 63    | 16       | 0        | 2        | 85    | 29    | 0     | 1        | 13    | 5     | 20    | 0     | 2     | 76    | 5        | .216  | .267     | .292     | .559  |
| 2009       | 日本ハム   | 136   | 510   | 454   | 58    | 138   | 31       | 2        | 14       | 215   | 66    | 6     | 4        | 22    | 4     | 27    | 0     | 3     | 88    | 8        | .304  | .344     | .474     | .818  |
| 2010       | 日本ハム   | 77    | 291   | 264   | 30    | 69    | 10       | 0        | 5        | 94    | 34    | 2     | 2        | 15    | 0     | 12    | 0     | 0     | 60    | 7        | .261  | .293     | .356     | .650  |
| 2011       | 日本ハム   | 98    | 279   | 256   | 18    | 60    | 7        | 1        | 3        | 78    | 20    | 0     | 1        | 12    | 0     | 11    | 0     | 0     | 49    | 5        | .234  | .266     | .305     | .571  |
| 2012       | 日本ハム   | 103   | 311   | 277   | 21    | 63    | 18       | 0        | 0        | 81    | 22    | 1     | 4        | 17    | 2     | 15    | 0     | 0     | 53    | 2        | .227  | .265     | .292     | .560  |
| 2013       | 日本ハム   | 32    | 56    | 50    | 3     | 10    | 0        | 0        | 0        | 10    | 1     | 0     | 0        | 4     | 0     | 1     | 0     | 1     | 18    | 1        | .200  | .231     | .200     | .431  |
| 2014       | 日本ハム   | 17    | 23    | 21    | 4     | 3     | 0        | 0        | 0        | 3     | 2     | 0     | 1        | 0     | 1     | 1     | 0     | 0     | 7     | 0        | .143  | .174     | .143     | .317  |
| 通算：20年 | 通算：20年 | 1996  | 7149  | 6344  | 734   | 1627  | 279      | 29       | 84       | 2216  | 620   | 113   | 66       | 292   | 38    | 433   | 11    | 42    | 1086  | 107      | .256  | .307     | .349     | .658  |

- 各年度の太字はリーグ最高

### 年度別守備成績
| 年 度 | 球 団    | 一塁  | 一塁  | 一塁  | 一塁  | 一塁  | 一塁     | 二塁  | 二塁  | 二塁  | 二塁  | 二塁  | 二塁     | 三塁  | 三塁  | 三塁  | 三塁  | 三塁  | 三塁     | 遊撃  | 遊撃  | 遊撃  | 遊撃  | 遊撃  | 遊撃     |
| 年 度 | 球 団    | 試 合 | 刺 殺 | 補 殺 | 失 策 | 併 殺 | 守 備 率 | 試 合 | 刺 殺 | 補 殺 | 失 策 | 併 殺 | 守 備 率 | 試 合 | 刺 殺 | 補 殺 | 失 策 | 併 殺 | 守 備 率 | 試 合 | 刺 殺 | 補 殺 | 失 策 | 併 殺 | 守 備 率 |
| ----- | -------- | ----- | ----- | ----- | ----- | ----- | -------- | ----- | ----- | ----- | ----- | ----- | -------- | ----- | ----- | ----- | ----- | ----- | -------- | ----- | ----- | ----- | ----- | ----- | -------- |
| 1995  | 日本ハム | -     | -     | -     | -     | -     | -        | 3     | 1     | 1     | 0     | 1     | 1.000    | -     | -     | -     | -     | -     | -        | -     | -     | -     | -     | -     | -        |
| 1996  | 日本ハム | -     | -     | -     | -     | -     | -        | 116   | 269   | 327   | 15    | 56    | .975     | -     | -     | -     | -     | -     | -        | -     | -     | -     | -     | -     | -        |
| 1997  | 日本ハム | -     | -     | -     | -     | -     | -        | 132   | 343   | 456   | 11    | 110   | .986     | -     | -     | -     | -     | -     | -        | 3     | 8     | 13    | 0     | 3     | 1.000    |
| 1998  | 日本ハム | -     | -     | -     | -     | -     | -        | 125   | 260   | 364   | 9     | 71    | .986     | -     | -     | -     | -     | -     | -        | 10    | 1     | 11    | 0     | 1     | 1.000    |
| 1999  | 日本ハム | -     | -     | -     | -     | -     | -        | 129   | 319   | 405   | 7     | 81    | .990     | 10    | 9     | 16    | 2     | 1     | .926     | 5     | 4     | 4     | 0     | 2     | 1.000    |
| 2000  | 日本ハム | -     | -     | -     | -     | -     | -        | 112   | 250   | 368   | 7     | 81    | .989     | -     | -     | -     | -     | -     | -        | 1     | 0     | 1     | 0     | 0     | 1.000    |
| 2001  | 日本ハム | -     | -     | -     | -     | -     | -        | 140   | 352   | 439   | 10    | 103   | .988     | -     | -     | -     | -     | -     | -        | 1     | 0     | 0     | 0     | 0     | ----     |
| 2002  | 日本ハム | -     | -     | -     | -     | -     | -        | 23    | 33    | 65    | 1     | 11    | .990     | -     | -     | -     | -     | -     | -        | 83    | 103   | 227   | 8     | 41    | .976     |
| 2003  | 日本ハム | -     | -     | -     | -     | -     | -        | -     | -     | -     | -     | -     | -        | -     | -     | -     | -     | -     | -        | 116   | 185   | 346   | 13    | 83    | .976     |
| 2004  | 日本ハム | -     | -     | -     | -     | -     | -        | -     | -     | -     | -     | -     | -        | -     | -     | -     | -     | -     | -        | 109   | 173   | 316   | 13    | 71    | .974     |
| 2005  | 日本ハム | -     | -     | -     | -     | -     | -        | -     | -     | -     | -     | -     | -        | -     | -     | -     | -     | -     | -        | 79    | 106   | 191   | 4     | 52    | .987     |
| 2006  | 日本ハム | -     | -     | -     | -     | -     | -        | -     | -     | -     | -     | -     | -        | -     | -     | -     | -     | -     | -        | 126   | 198   | 391   | 10    | 90    | .983     |
| 2007  | 日本ハム | -     | -     | -     | -     | -     | -        | -     | -     | -     | -     | -     | -        | -     | -     | -     | -     | -     | -        | 132   | 172   | 408   | 12    | 80    | .980     |
| 2008  | 日本ハム | -     | -     | -     | -     | -     | -        | -     | -     | -     | -     | -     | -        | -     | -     | -     | -     | -     | -        | 96    | 142   | 287   | 2     | 54    | .995     |
| 2009  | 日本ハム | -     | -     | -     | -     | -     | -        | -     | -     | -     | -     | -     | -        | -     | -     | -     | -     | -     | -        | 136   | 203   | 446   | 8     | 76    | .988     |
| 2010  | 日本ハム | -     | -     | -     | -     | -     | -        | -     | -     | -     | -     | -     | -        | -     | -     | -     | -     | -     | -        | 77    | 113   | 261   | 10    | 59    | .974     |
| 2011  | 日本ハム | -     | -     | -     | -     | -     | -        | -     | -     | -     | -     | -     | -        | -     | -     | -     | -     | -     | -        | 97    | 114   | 246   | 11    | 40    | .970     |
| 2012  | 日本ハム | -     | -     | -     | -     | -     | -        | -     | -     | -     | -     | -     | -        | -     | -     | -     | -     | -     | -        | 103   | 143   | 295   | 6     | 43    | .986     |
| 2013  | 日本ハム | 2     | 2     | 0     | 0     | 1     | 1.000    | 11    | 17    | 21    | 3     | 7     | .927     | 9     | 3     | 4     | 0     | 1     | 1.000    | 3     | 2     | 6     | 0     | 0     | 1.000    |
| 2014  | 日本ハム | 1     | 9     | 0     | 0     | 0     | 1.000    | 1     | 0     | 0     | 0     | 0     | ----     | 7     | 1     | 7     | 1     | 1     | .889     | 7     | 3     | 8     | 0     | 1     | 1.000    |
| 通算  | 通算     | 3     | 11    | 0     | 0     | 1     | 1.000    | 792   | 1844  | 2446  | 63    | 521   | .986     | 26    | 13    | 27    | 3     | 3     | .930     | 1184  | 1670  | 3457  | 97    | 696   | .981     |

- 各年度の太字はリーグ最高
- 太字年はゴールデングラブ賞受賞

### 表彰
- 新人王（1996年）
- ベストナイン：1回（二塁手部門：1999年）
- ゴールデングラブ賞：3回（二塁手部門：1998年、1999年 遊撃手部門：2009年）
- 月間MVP：1回（打者部門：2009年4月）
- 東京ドームMVP：1回（1997年）
- 札幌ドームMVP：1回（野球部門：2009年）
- 札幌ドームMVP特別賞：1回（2006年）
- 札幌ドームMVP功労賞（2014年）
- ベスト・ファーザー イエローリボン賞 in 「プロ野球部門」（2009年）
- 千葉県知事賞（2004年） ※アテネオリンピック野球日本代表メンバーとしての銅メダル獲得を称えて

### 記録
初記録
- 初出場：1995年4月2日、対近鉄バファローズ2回戦（藤井寺球場）、9回表に五十嵐信一の代走で出場
- 初先発出場：1995年10月3日、対西武ライオンズ13回戦（西武ライオンズ球場）、8番・二塁手で先発出場
- 初安打：同上、7回表に小野和義から
- 初打点：1996年4月12日、対千葉ロッテマリーンズ1回戦（東京ドーム）、7回裏にエリック・ヒルマンから
- 初盗塁：1996年4月17日、対福岡ダイエーホークス4回戦（福岡ドーム）、8回表に二盗（投手：内山智之、捕手：吉永幸一郎）
- 初犠打：1996年5月2日、対西武ライオンズ5回戦（東京ドーム）、6回裏に鹿取義隆から
- 初本塁打：1996年5月5日、対近鉄バファローズ6回戦（藤井寺球場）、8回表に池上誠一からソロ

節目の記録
- 1000試合出場：2004年4月6日、対千葉ロッテマリーンズ2回戦（千葉マリンスタジアム）、9番・遊撃手で先発出場 ※史上391人目
- 1000安打：2005年8月23日、対西武ライオンズ15回戦（インボイスSEIBUドーム）、7回表に大沼幸二から中前安打 ※史上236人目
- 200犠打：2007年8月14日、対福岡ソフトバンクホークス15回戦（福岡Yahoo! JAPANドーム）、8回表に和田毅から ※史上27人目
- 1500試合出場：2008年8月18日、対福岡ソフトバンクホークス19回戦（福岡Yahoo! JAPANドーム）、9番・遊撃手で先発出場 ※史上162人目
- 250犠打：2010年6月5日、対読売ジャイアンツ4回戦（東京ドーム）、6回表にウィルフィン・オビスポから投手前犠打・野手選択 ※史上12人目
- 1500安打：2011年4月20日、対オリックス・バファローズ2回戦（ほっともっとフィールド神戸）、7回表に小林雅英から左翼線適時二塁打 ※史上107人目

その他の記録
- 5年連続守備率1位：1997年 - 2001年 ※二塁手のパ・リーグタイ記録
- 1試合5三振：1997年6月14日、対西武ライオンズ13回戦（西武ライオンズ球場） ※史上8人目（パ・リーグ4人目）
- 1試合遊撃手最多11補殺：2004年7月6日、対大阪近鉄バファローズ14回戦（札幌ドーム）、8回表及び2012年4月12日、対福岡ソフトバンクホークス3回戦（福岡 Yahoo! JAPANドーム）に記録
- 7試合連続二塁打：2009年4月7日、対千葉ロッテマリーンズ1回戦（東京ドーム） - 4月15日、対オリックス・バファローズ2回戦（札幌ドーム）※2024年6月30日岡大海に更新され、近藤健介と並び歴代2位となる。
- オールスターゲーム出場：3回（2002年、2004年、2009年）

### 背番号
- 30（1994年 - 2002年）
- 8（2003年 - 2014年）
- 88（2015年 - ）※日本代表コーチでも着用

### 代表歴
- 2004年アテネオリンピック野球日本代表

### 指導歴
- 2017 アジア プロ野球チャンピオンシップ 日本代表
- 2019 WBSCプレミア12 日本代表
- 2020年東京オリンピックの野球競技・日本代表

## 関連情報

### 出演
- 『北海道日本ハムファイターズ金子誠の週刊マック』（三角山放送局 - 北海道のコミュニティ放送局）